# Миронов, Филипп Кузьмич
Фили́пп Кузьми́ч (Козьми́ч, Казьми́ч) Миро́нов (14 [26] октября 1872, хутор Буерак-Сенюткин, станица Усть-Медведицкая, область Войска Донского, Российская империя — 2 апреля 1921, Москва, РСФСР) — участник Японской, Первой мировой и Гражданской войн, советский военачальник, казак, командарм 2-й конной армии.

## Биография

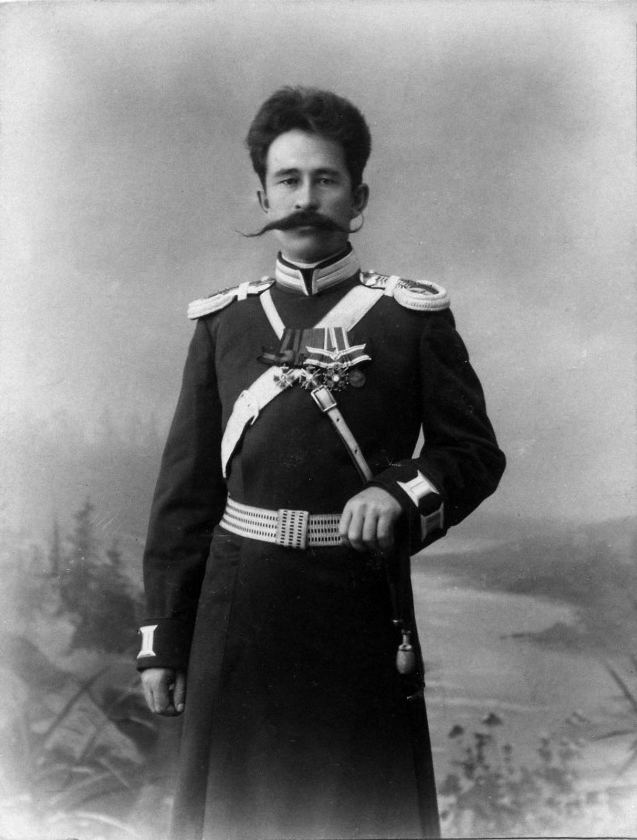
Филипп Миронов, 1906 г.

Родился в 1872 году на хуторе Буерак-Сенюткин, станицы Усть-Медведицкая Области Войска Донского в семье казака. Окончил церковно-приходскую школу и три класса гимназии, освоив остальной курс самостоятельно. В 1890—1894 годах проходил действительную военную службу, откуда, как один из лучших, поступил в 1895 году в Новочеркасское юнкерское казачье училище, успешно окончив его в 1898 году.
Уже в качестве офицера принимал участие в Русско-японской войне в составе 26-го Донского полка, где заслужил славу лихого казака, поскольку командовал сотней, которая ходила в тылы врага, а также четыре ордена, чин подъесаула и связанные с ним права личного дворянства. 18 июня 1906 выступил на сборе казачества Усть-Медведицкого округа с призывом отказаться от полицейской службы. Ездил в Санкт-Петербург вместе с Павлом Агеевым и дьяконом Николаем Бурыкиным, чтобы передать это решение в Первую государственную Думу. На обратном пути все трое арестованы в Новочеркасске. Приговорён к 3-х месячному аресту на военной гауптвахте. После того, как новый сход усть-медведицких казаков объявил заложником окружного атамана, Миронов, Агеев и Бурыкин были освобождены. Но вскоре Миронова отчислили из Донского войска (с лишением чина подъесаула «за действия, порочащие звание офицера»).
В 1914 году пошёл добровольцем на фронт в составе 30-го Донского полка 3-й Донской дивизии, становится командиром разведывательной сотни этой дивизии (ему вернули звание подъесаула), производится в есаулы (март 1915) и войсковые старшины (январь 1916), награждён Георгиевским оружием. За последующие три года он был награждён ещё двумя орденами, дослужившись до звания войскового старшины (подполковника). С марта 1916 года помощник командира 32-го Донского полка по строевой части.

### Гражданская война

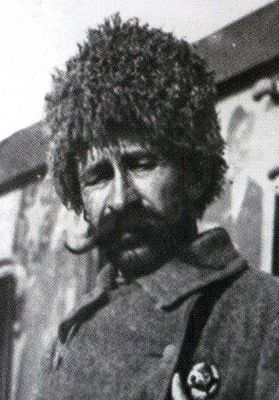
Филипп Миронов в должности красного командира

После Октябрьской революции 1917 примкнул к большевикам. Во время Гражданской войны командовал крупными войсковыми формированиями, включая 2-ю Конную армию. Пользовался весьма большой популярностью среди донского населения. Выступал против политики расказачивания и не получил поддержку Л. Д. Троцкого в вопросах взаимодействия с крестьянством. В сентябре 1918 года был награждён орденом Красного Знамени № 3, став одним из первых кавалеров.
Выступал против некомпетентного, по его мнению, военного руководства Троцкого. Узнав о циркулярном письме о расказачивании, в письме члену РВС Южного фронта Сокольникову Миронов пишет: «… пора разогнать политических авантюристов из Донбюро (Сырцова, Ларина, Ходоровского и др.), а вместе с ними и Троцкого из армии…».
В сентябре 1919 года за самовольное выступление из Саранска с недоформированным Донским казачьим корпусом на Южный фронт против армии А. И. Деникина был арестован по приказу Троцкого С. М. Будённым и приговорён к расстрелу, но сам Троцкий остановил расстрел, затем Миронов был помилован ВЦИК. По версии белых (А. Деникина), в августе 1919 года Миронов поднял восстание, к которому примкнули несколько донских советских полков. Восстание было подавлено в несколько дней войсками Будённого (4-й кав. дивизией О. Городовикова, впоследствии замкомандарма Миронова).
5 октября 1919 года в Балашове состоялся суд, который приговорил Миронова к смертной казни. 8 октября ВЦИК его помиловал. На заседании Политбюро ЦК РКП(б) 23 октября 1919 года Миронову выражено политическое доверие и, позднее, поручено командование 2-й конной армией.
В 1920 году вступил в РКП(б). 12-14 октября 1920 года за разгром войск барона П. Н. Врангеля в завязавшемся Никопольско-Александровском сражении, за срыв намерений Пилсудского и Врангеля соединиться на правобережье Днепра и разгром конных корпусов генерала Н. Г. Бабиева и генерала И. Г. Барбовича Миронов был награждён почётным революционным оружием и орденом Красного Знамени. Участвовал в разгроме войск белых у Сиваша и изгнании из Крыма остатков белых армий.
В феврале 1921 года был арестован по ложному обвинению Дончека, когда неосторожно заехал в родную станицу (Миронов нажил себе немало врагов в Реввоенсовете, как среди сторонников Троцкого, так и его противников — Сталина, Будённого и Ворошилова, за открытую критику политики расказачивания). Убит часовым во дворе Бутырской тюрьмы при невыясненных обстоятельствах. Исследователи Р. А. Медведев и С. П. Стариков утверждали, что убит Миронов был по личному распоряжению Л. Д. Троцкого. Реабилитирован Военной коллегией Верховного суда СССР в 1960 году «за отсутствием состава преступления».
Зять Миронова Александр Голиков был также арестован ВЧК, но впоследствии освобождён. Расстрелян в 1937 году.

## Семья

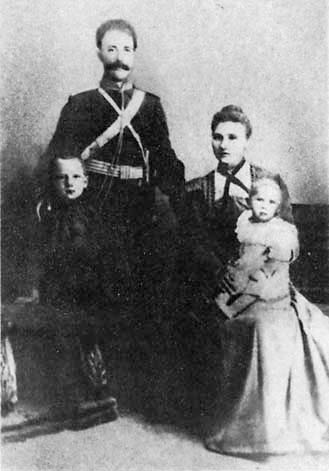
Миронов со своей семьёй, 1905 г.

- Первая жена — Степанида Петровна Миронова, урождённая Кривова[13]
  - Дочь — Мария Филипповна (30 марта 1892[14] — после сентября 1959[15]), учительница. В первом браке — Чернушкина. Муж — Арсений Борисович Чернушкин (1882—1923), подъесаул, был у красновцев, воевал в 2-м конном корпусе Миронова, арестован по его делу, подвергался пыткам, освобождён в 1922[16]. Двое детей — Дима и Кодя[17]. Во втором замужестве — Панчук, в конце 1920-х заведовала школой на хуторе Средняя Царица[18].
  - Дочь — Валентина Филипповна Миронова (? — 1919), сестра милосердия, расстреляна белыми при попытке перейти линию фронта под Котлубанью[14].
  - Дочь — Клавдия Филипповна (? — после сентября 1959[15]), учительница. Первый муж Александр Григорьевич Голиков (1896—1937)[19][20], во втором замужестве — Лицкевич.
  - Сын — Артемон Филиппович Миронов (26 апреля 1907 — после 1959[15]) старший техник-лейтенант запаса, участвовал в Великой Отечественной войне[21], был в плену, освобождён в апреле 1943 года[22], инициатор реабилитации отца. Работал на Ивотском стекольном заводе. Незадолго до своей смерти переехал в посёлок Дятьково, похоронен там же[14].
  - Сын — Никодим Филиппович Миронов, в «Опросном листе Московского политического Красного Креста» от 28 марта 1921 года Миронов говорит о Никодиме, сыне от «разведённого брака», как о младшем — 5 лет от роду, то есть 1915/1916 г. р. На сайте Новочеркасск.net сказано о старшем сыне также Никодиме (29 октября 1894 — 1916), хорунжие 32-го Донского казацкого полка, погибшем в бою[14], в биографии Миронова речь идёт о Никодиме на 17 лет старше Артемона, выпускнике Новочеркасского юнкерского казачьего училища[23][b].
- Вторая жена — Надежда Васильевна Миронова (урождённая Суетенкова) (1898 — после 1961[14]), учительница, по сведениям сайта Новочеркасск.net Надежда в 1918 году вступила в ряды Добровольческой армии, была там сестрой милосердия. В том же году была взята в плен мироновцами[14]. Сестра милосердия в Красной армии, секретарь Миронова. Дважды была арестована по делу Миронова, оба раза отпущена. После гибели Миронова и детей снова вышла замуж в 1928, во втором браке было двое детей[25]. Прототип Анны Константиновны Нестеренко в повести Ю. Трифонова «Старик»[26]
  - Дочь — Наталья (≈19 ноября 1919, Нижний Новгород[27]—1920)
  - Сын — ? (≈28 июля 1921, Москва — 1926[14]), умер ребёнком.
- Брат — Феофан Кузьмич, воевал в гражданскую войну в повстанческой армии Махно.

## Награды
- Орден Св. Анны 4-й степени с надписью «За храбрость» (1905)
- Орден Св. Анны 3-й степени (1905)
- Орден Св. Станислава 3-й степени с мечами и бантом (1905)
- Орден Св. Владимира 4-й степени с мечами и бантом (1905)
- Орден Св. Станислава 2-й степени с мечами (ВП 26.09.1916)
- Орден Св. Анны 2-й степени с мечами (ПАФ 17.03.1917)
- Георгиевское оружие (ВП 24.01.1917)
- Два ордена Красного Знамени (первый КЗ за № 3)
- Почётное революционное оружие (со впаянным в эфес вторым КЗ).

## В культуре
- Судьбе Ф. Миронова посвящена песня Игоря Талькова «Бывший подъесаул».
- Стал прототипом Мигулина в романе Юрия Трифонова «Старик».
- Книга Анатолия Знаменского «Красные дни» посвящена трагической судьбе командарма Ф. К. Миронова.

## Память
- В честь Ф. Миронова была названа улица в городе Никополе, Украина. Переименована в 2016 г.
- Имя Миронова носит улица в его родном городе Серафимович (бывшая станица Усть-Медведицкая).
- Улица в микрорайоне Темерник в Ростове-на-Дону.

## Комментарии
1. ↑  «Балашов. Смилге. Отчет о мироновском процессе наводит на мысль, что дело идет к мягкому приговору. Ввиду поведения Миронова полагаю, что такое решение было, пожалуй, целесообразно. Медленность нашего наступления на Дон требует усиленного политического воздействия и на казачество в целях его раскола. Для этой миссии, может быть, воспользоваться Мироновым, вызвав его в Москву после приговора к расстрелу и помиловав его через ВЦИК — при его обязательстве направиться в тыл (белых) и поднять там восстание. Сообщите ваши соображения по этому поводу.7 октября 1919 года № 408. Предреввоенсовета Троцкий» «Я ставлю в Политбюро Цека на обсуждение вопрос об изменении политики к донскому казачеству. Мы даем Дону, Кубани полную „автономию“, наши войска очищают Дон. Казаки целиком порывают с Деникиным. Должны быть созданы соответственные гарантии. Посредниками могли бы выступать Миронов и его товарищи, коим надлежало бы отправиться вглубь Дона. Пришлите Ваши письменные соображения одновременно с отправкой сюда Миронова и других. В целях осторожности Миронова сразу не отпускать, а отправить под мягким, но бдительным контролем в Москву. Здесь вопрос о его судьбе сможет быть разрешен. 10 октября 1919 года № 408. Предреввоенсовета Троцкий».[7]
2. ↑  Сайт "Родовид" приводит[24] биографическую цитату: «Надел простую солдатскую шинель без каких-либо знаков отличия, стал просто гражданином Мироновым, снова начал завоевывать славу полководца уже в Красной Армии. Два ордена Красного Знамени... Золотое оружие — высшая награда Советской Республики... Погиб старший сын Никодим». Если последовательность событий изложена правильно, то из неё следует, что Никодим погиб не в 1916 году, а в годы гражданской войны